# Zirndorf

Lage

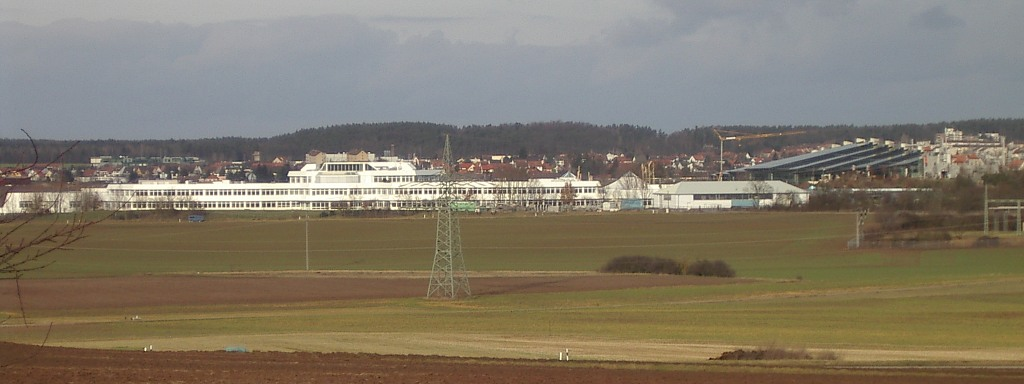
Panorama von Süden

Zirndorf ([ˈt͡sɪʁndɔʁf] ⓘ, fränkisch: Dsian-doaf) ist die Kreisstadt des Landkreises Fürth im bayerischen Regierungsbezirk Mittelfranken. Die Stadt ist Teil der Metropolregion Nürnberg.

## Geographie

### Geographische Lage
Zirndorf liegt südlich von Fürth und westlich von Nürnberg am Fluss Bibert, der im Stadtgebiet naturnah kanalisiert ist.

### Nachbargemeinden
Die Nachbargemeinden sind (im Norden beginnend im Uhrzeigersinn) Fürth, Oberasbach, Stein, Roßtal, Ammerndorf und Cadolzburg.

### Gemeindegliederung
Die Gemeinde hat zwölf Gemeindeteile (in Klammern ist der Siedlungstyp angegeben):
- Alte Veste (Einöde)
- Anwanden (Dorf)
- Banderbach (Dorf)
- Bronnamberg (Dorf)
- Leichendorf (Dorf)
- Leichendorfermühle (Einöde)
- Lind (Dorf)
- Weiherhof (Dorf)
- Weinzierlein (Dorf)
- Wintersdorf (Dorf)
- Wolfgangshof (Gut)
- Zirndorf (Hauptort)

Es gibt auf dem Gemeindegebiet die Gemarkungen Bronnamberg, Leichendorf (Gemarkungsteil 1), Weinzierlein (Gemarkungsteil 1) und Zirndorf.  Die Gemarkung Zirndorf hat eine Fläche von 7,938 km². Sie ist in 7283 Flurstücke aufgeteilt, die eine durchschnittliche Fläche von 1089,99 m² haben. In ihr liegt neben dem namensgebenden Ort der Gemeindeteil Alte Veste.

## Geschichte

### Etymologie
Der Name der Stadt findet sich in Urkunden 1297 als „Zirendorf“ sowie 1306 als „Zirndorf“ und stammt wohl vom slawischen Personennamen „Čiŕna“, der 864 als „Zirna“ bekannt war. Eine weitere Herkunftsmöglichkeit ist das slawische Wort „čirny“ für „schwarz“.

### Vorgeschichte und Mittelalter

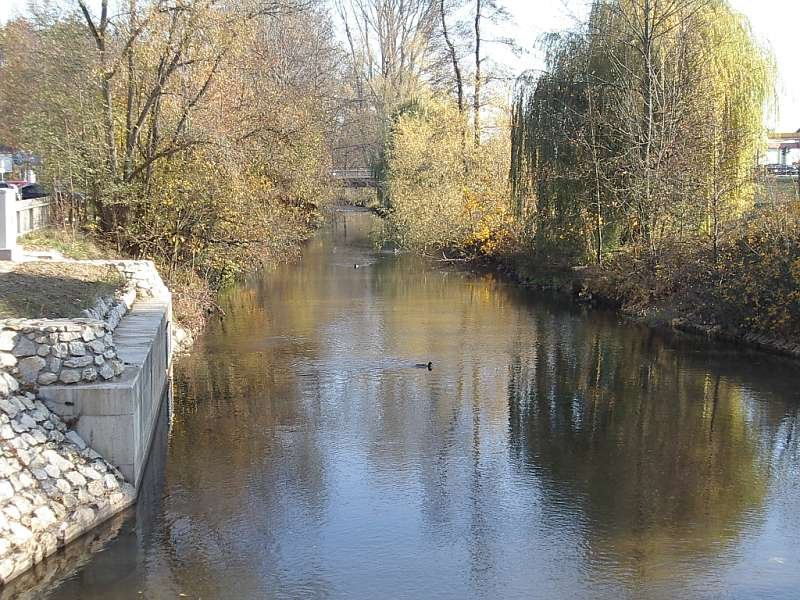
Bibert, naturnah kanalisiert

Archäologische Funde (Steinwerkzeuge, Steinbohrer, Tonkrüge usw.) wie im Stadtteil Hirtenacker und die Hügelgräber im Gemeindeteil Weinzierlein belegen, dass das Gebiet bereits ca. 4000–1000 v. Chr., also schon in der Jungsteinzeit, besiedelt war. Die Einwohner betrieben Ackerbau und Viehzucht. Auf diese germanische bzw. keltische Vorzeit geht auch der Name für den Heimatfluss Zirndorfs, die Bibert, zurück.
Im Jahr 260 n. Chr. durchbrachen die Alemannen in Südmittelfranken den Limes (Grenzwall) bei Weißenburg und griffen auch in weitere Gebiete der heutigen Region Franken aus. 496 besiegte der Frankenkönig Chlodwig I. die Alemannen und setzte die Grundvoraussetzungen für die Bildung des Frankenreiches. Spätestens sein Sohn Theuderich I. (511–533) und dessen Sohn Theudebert I. (533–547/48) dürften im Zuge der Eroberung des Thüringerreiches (531) auch für den Anschluss der heutigen Region Franken an das Frankenreich gesorgt und erste planmäßige Besiedlungen durch Franken gefördert haben. Es ist aber wahrscheinlich, dass im 5. und 6. Jahrhundert aufgrund der dichten Wälder nur Streusiedlungen (z. B. Leichendorf) im Zirndorfer Raum bestanden.
Durch diese erste fränkische Siedlungswelle kamen auch die ersten Ortsnamen auf, die sich aus einem Personennamen und -heim oder -dorf zusammensetzten. Allerdings ist bis heute ungeklärt und fachkundlich umstritten, von welchem Namen sich Zirndorf herleiten lässt. Vermutlich ist der Ortsname aber slawischer Herkunft (zirrow = „schwarz“). Im frühen Mittelalter waren Slawen westwärts bis zur Regnitz vorgedrungen (→ Bavaria Slavica).
Unter Frankenkönig Dagobert I. (623–639) bewirkte im 7. Jahrhundert eine zweite fränkische Siedlungswelle, dass vom Main her die Flusstäler von Regnitz und Rednitz stärker besiedelt wurden. Zu dieser Zeit dürften auch der Königshof Fürth und die Stützpunkte Langenzenn und Roßtal entstanden sein.
Mit dem Übertritt des Frankenkönigs Chlodwig I. zum Christentum (wohl 497) hatte bereits die Christianisierung des Frankenreichs begonnen, aber erst der Angelsachse Bonifatius (Winfried), der von Papst Gregor II. 719 mit der Germanenmission beauftragt worden war, schuf die Bistümer Würzburg und Eichstätt für diesen Raum. Im Jahr 741 zählte der Zirndorfer Raum zum Eigenbesitz des Bistums Eichstätt.
Das Biberttal war weiterhin wegen der starken Bewaldung und Versumpfung siedlungsfeindlich, weshalb es für das Bistum Eichstätt nur eine Nebenrolle spielte. Daher ist eine nachhaltige Besiedlung erst für die spätkarolingische Zeit (Ende 9. Jahrhundert) anzunehmen. Ob Zirndorf als Sprengel von Roßtal entstand oder aber eine eigenständige Entwicklung nahm, ist unklar. 1040 wurde drei Zirndorfer Bauern das Recht zuerkannt, im Reichswald rechts der Rednitz Holz und Streu zu holen.
Mitte des 10. Jahrhunderts baute das Bistum Eichstätt in Zirndorf eine Kirche, die dem Heiligen Clemens geweiht wurde. Eichstätts Bischof Gundekar II. (1057–1075) weihte in seiner Amtszeit 126 Kirchen; eine davon war die St.-Matthäus-Kirche in Vach, die als Tochterkirche von Zirndorf gilt. Dies wurde aber erst im 15. Jahrhundert urkundlich bestätigt. Der Zirndorfer Kirchensprengel dehnte sich aufgrund der zahlreichen Siedlungsaktivitäten auf die Orte Altenberg, Anwanden, Kreutles, Lind, Oberasbach, Rehdorf und Unterasbach aus.
In der ersten Hälfte des 13. Jahrhunderts erbauten Reichsministerialen eine Vorläuferin der Alten Veste, die Burg Berch, auf einem Höhenrücken nördlich von Zirndorf. Die erste urkundliche Erwähnung des Orts fällt ins späte 13. Jahrhundert. Am 12. September 1288 überschrieb der Zirndorfer Reichsministeriale Heinrich von Berg in dieser Urkunde drei Güter in Dambach und einen Hof in Oberasbach dem Nürnberger Klarissenkloster; eine weitere Urkunde von 1297 erwähnt ebenfalls Kloster und Heinrich von Berg.
Am 29. April 1306 gingen die zuvor bereits an einen Nürnberger Kaufmann verpfändete Burg und der Ort nach Verkauf in den Besitz der Burggrafen von Nürnberg über, weil die Familie von Berg in wirtschaftliche Schwierigkeiten geraten war. Der Ort bestand damals aus einer Kirche, neun Höfen, einer Schmiede, einer Mühle und dem Badehaus. Eine Schenkung der Burggrafen aus dem Jahr 1321 belegt, dass die Zirndorfer Kirche zu diesem Zeitpunkt unter dem Doppelpatrozinium der heiligen Clemens und Blasius stand.
Die neuen Besitzer entwickelten sich in Franken zu einer bedeutenden Macht. Ab diesem Zeitpunkt gehörte Zirndorf zum Oberamt Cadolzburg. 1316 tauchte der Ort in den Büchern des Klarissenklosters als Cyerndorf auf.
Gegen Ende des 14. Jahrhunderts gab es in Zirndorf drei Nürnberger Grundbesitzer (Rindsmaul, Grundherr und Strohmayer). Die wohlhabende Handelsstadt Nürnberg entwickelte sich zur Reichsstadt; dies führte immer wieder zu Spannungen mit den benachbarten Territorialherren. Die Alte Veste wurde 1388 von den mächtigen Nürnbergern im Städtekrieg geschleift. Ob in Zirndorf Schaden entstand, ist nicht dokumentiert.

### Markgrafenzeit
Ab 1412 wurden der massive Wehr- und Glockenturm und eine Wehrmauer der frühgotischen Kirche errichtet, die man um das Jahr 1450 durch ein Seitenschiff erweiterte. Im Ersten Markgrafenkrieg 1449–1450 wurde Zirndorf von den Nürnbergern bei einem Überfall niedergebrannt, doch anschließend schnell wiederaufgebaut. 1457 wurde eine erste Gemeindeordnung eingeführt; der so genannte „Gemein-Brieff“ (unter anderem mit einer Weideordnung, verschiedenen Nutzungsrechten und feldpolizeilichen Regelungen) sollte helfen, ein friedliches Miteinander markgräflicher und nürnbergerischer Herren bzw. Untertanen herzustellen. Außerdem wurden Dorfmeister gewählt und eingesetzt. In einem Lehensbrief des römisch-deutschen Königs Maximilian I. aus dem Jahre 1495 ist von einem „Zyrndorff“ die Rede. Vor Beginn der Reformation wurde Zirndorf 1504 in einer Nürnberger Aufzeichnung wie folgt beschrieben: „Zirndorf, ein dorf, ein kirch, ist Nurmbergisch und margrevisch, fraisch Zenn“.
Wohl 1510 wechselte die Zirndorfer Kirche von Clemens und Blasius zum Patrozinium des Pestheiligen Rochus. Im Jahre 1532 fielen der halbe Ort und die Kirche, und mit ihr die Aufzeichnungen der Pfarrei, einer Feuersbrunst zum Opfer.
Mit der Gemeindeordnung von 1580, bestätigt durch die Markgrafen von Brandenburg und die Reichsstadt Nürnberg, begann die weitgehende Selbstverwaltung Zirndorfs. Im Jahr 1604 gelangte der Ort bei einer Erbteilung im markgräflichen Haus zur Linie Brandenburg-Ansbach.
Während des Dreißigjährigen Krieges war Zirndorf vom 18. Juli bis 22. September 1632 Mittelpunkt des Heereslagers des kaiserlichen Feldherrn Albrecht von Wallenstein, das am 3. September 1632 vom Schwedenkönig Gustav II. Adolf in der Schlacht an der Alten Veste bestürmt wurde. Etwa zwei Drittel der Zirndorfer Bevölkerung fielen dem Krieg zum Opfer; erst etwa 75 Jahre später erreichte die Bevölkerungszahl wieder den Stand von vor dem Krieg. Nach 1648 entstand durch den Wiederaufbau das heutige Ortsbild mit Fachwerkhäusern und Sandsteinbauten.
1674 ließ Markgraf Johann Friedrich von Brandenburg-Ansbach das hochfürstliche Brauhaus errichten. In der Folge siedelten sich weitere Gewerbetreibende wie Drahtwarenfertiger, Weber, Drechsler und Schuhmacher an.
Gegen Ende des 18. Jahrhunderts bestand Zirndorf aus 121 Anwesen. Das Hochgericht übte das brandenburg-ansbachische Oberamt Cadolzburg aus. Die Dorf- und Gemeindeherrschaft übten das Kastenamt Cadolzburg und das Landesalmosenamt der Reichsstadt Nürnberg gemeinsam aus. Grundherren waren
- Brandenburg-Ansbach: Kastenamt Cadolzburg: 1 Mühle, 2 Halbhöfe, 28 Güter, 31 Häuser, Pfarrhaus, Schulhaus, Wildmeisterhaus, Kaplaneihaus, Synagoge; Gotteshaus- und Heiligenstiftung Zirndorf: 1 Wirtshaus, 2 Güter, 6 Häuser;
- die Reichsstadt Nürnberg: Klarenamt: 1 Viertelhof, 1 Gütlein; Landesalmosenamt: 1 Halbhof, 1 Gut, 1 Haus; Rieterische Stiftungsverwaltung Kornburg: 1 Hof, 5 Güter; Schlüsselfelder-Stiftung: 1 Halbhof, 2 Viertelhöfe, 1 Gut; Waldamt Laurenzi und von Löffelholz: 3 Halbhöfe;
- Nürnberger Eigenherren: von Ebner: 1 Haus; von Holzschuher:1 Halbhof; Hörl: 1 Hof, 2 Güter, 2 Häuser; von Kreß: 1 Gut, 2 Häuser; von Löffelholz: 2 Hintersassen; von Murr: 1 Hof, 1 Halbhof, 6 Güter, 3 Häuser; von Tucher: 1 Wirtshaus, 3 Viertelhöfe, 4 Güter, 2 Häuser; von Volckamer: 1 Halbhof.[11]

1791/92 trat der letzte Markgraf von Brandenburg-Ansbach Karl Alexander sein Territorium an Preußen ab; dadurch wurde auch Zirndorf preußisch. Der Ort zählte zu diesem Zeitpunkt 121 Anwesen. Von Langenzenn wurde 1801 der Dekanatssitz nach Zirndorf verlegt; dadurch besaß der Ort in den folgenden Jahrzehnten eine herausgehobene kirchliche Stellung in der Umgebung. 1885 wurde das Zirndorfer Dekanat nach Fürth verlegt.

### Anschluss an Bayern
Mit der Thronbesteigung König Maximilians I. fiel Zirndorf im Jahr 1806 an Bayern. Der Ort zählte mittlerweile 135 Gebäude mit 1494 Einwohnern.
Von 1797 bis 1808 unterstand der Ort dem Justiz- und Kammeramt Cadolzburg. Im Rahmen des Gemeindeedikts wurde 1808 der Steuerdistrikt Zirndorf gebildet, zu der die Alte Veste gehörte. Im selben Jahr entstand die Ruralgemeinde Zirndorf, die deckungsgleich mit dem Steuerdistrikt war. Sie war in Verwaltung und Gerichtsbarkeit dem Landgericht Nürnberg zugeordnet und in der Finanzverwaltung dem Rentamt Fürth (1919 in Finanzamt Fürth umbenannt). In der freiwilligen Gerichtsbarkeit unterstanden 7 Anwesen bis 1812 und von 1822 bis 1834 dem Patrimonialgericht (PG) Lohe und Behringersdorf, drei Anwesen bis 1812 und von 1822 bis 1835 dem PG Lohe, 2 Anwesen von 1825 bis 1835 dem PG Gibitzenhof, ein Anwesen von 1818 bis 1846 dem PG Neunhof, ein Anwesen von 1822 bis 1836 dem PG Haimendorf, zwei Anwesen bis 1812 dem PG von Volckamer und 13 Anwesen bis 1812 der Rieterschen Verwaltung Kornburg. Ab 1862 gehörte Zirndorf zum Bezirksamt Fürth (1939 in Landkreis Fürth umbenannt). Die Gerichtsbarkeit ging 1862 an das Landgericht Fürth über (1879 in das Amtsgericht Fürth umbenannt).
Mitte des 19. Jahrhunderts entwickelte sich auch Zirndorf zur kleinen Industriestadt (→ Industrielle Revolution in Deutschland). Es war Sitz eines Forstwartes und eines Chirurgen; es gab einen praktischen Arzt, neun Bäcker, zwei Schmiede, fünf Büttner, neun Drechsler, zwei Gürtler, zwei Kammmacher, zwei Maurer, sechs Melbereien, zwei Seiler, zwei Schlosser, elf Schneider, vier Schreiner, 22 Schuster, zwei Wagner, zwei Zimmermeister und 14 Weber. Weiterhin erfolgte die Einrichtung einer Postexpedition (1860), die zweimal täglich Postkutschenanfahrten aus Fürth ermöglichte. 1877 wurde eine Telegraphenstation eröffnet und im Jahre 1895 wurde der erste öffentliche Fernsprecher (Telefon) bereitgestellt. Die Freiwillige Feuerwehr Zirndorf wurde 1862 gegründet. Sie ist eine der ältesten Dorffeuerwehren Bayerns.
1877 entstanden die ersten wirklichen Manufakturen. Die für Zirndorf weltbekannten Spielzeugfabriken ließen sich nieder (Kreisel, Trompeten, Musikdosen, Kinderbaukästen, Blechspielwaren usw.). In dieser Epoche wurden schon 17 Spiegel- und Spielwarenfabriken gezählt. Der Gürtlermeister Konrad Frauenschläger war der eigentliche Gründer der Spielzeugmanufaktur in Zirndorf; er produzierte mit einigen Gesellen und Heimarbeitern erstes Kinderspielzeug wie z. B. runde Klappspiegelchen. Im Jahre 1890 wurde eine erste gedruckte Zeitung, die »Allgemeine Rundschau«, durch Leonard Zech aufgelegt. Die Zeitung wurde 1891 von der Druckerei Johannes Bollmann (diese existiert heute, Stand 2011, noch) übernommen.
Im Jahr 1877 verlieh König Ludwig II. von Bayern Zirndorf das Marktrecht. Seit dem 30. November 1890 endete in Zirndorf die Rangaubahn von Fürth, bis zur Eröffnung der Erweiterung nach Cadolzburg am 14. Oktober 1892 blieb Zirndorf Endstation. Um die Sicherheit des industriellen Marktes zu garantieren, wurde am 15. Januar 1899 der unterfränkische Gendarm Fritz Rockenmaier zu dieser hoheitlichen Aufgabe verpflichtet. 1899 wurde ein kleines Elektrizitätswerk errichtet (37 kW/50 PS). Alle Zirndorfer Bewohner waren bis zu Beginn der Industrialisierung evangelischen Glaubens. Mit dem Zuzug von vielen katholischen Familien wurde es notwendig, für diese am 2. November 1904 eine eigene Kapelle St. Josef einzuweihen.
Es erfolgen Anfang des 20. Jahrhunderts mehrere Eingaben (1889, 1904 und 1905) an das bayerische königliche Staatsministerium des Innern, den Markt zur Stadt zu erheben. Diese wurden aber mit der Begründung zurückgewiesen, dass es hinsichtlich des Wasserleitungsbaues, der Kanalisierung, des Straßenbaues (Pflasterung), eines Schlachthofbaus und anderer wichtiger öffentlicher und sozialer Institutionen noch mangeln würde. Erstaunlich sind die Anstrengungen, welche der Markt innerhalb kurzer Zeit unternahm, um dieses Ziel zu erreichen: Ausbau der Ver- und Entsorgung, Befestigung der Straßen, Straßenbeleuchtung, Sparkassenneubau, Neubau eines Gaswerkes und Bau eines Zentralschulhauses und einer Berufsschule. Am 15. Oktober 1911 wurden Zirndorf schließlich die Stadtrechte durch Prinzregent Luitpold von Bayern verliehen. Auszug aus der Urkunde: „Im Namen seiner Majestät des Königs, Luitpold von Gottes Gnaden, Königlicher Prinz von Bayern, Regent. Wir finden Uns Allerhöchst erwogen, auf das Gesuch der Gemeinde Zirndorf, Bezirksamt Fürth, zu genehmigen, dass diese Gemeinde vom 1. Januar 1912 an in die Klasse der Städte mit städtischer Verfassung eingereiht wird. Berchdesgaden, den 15. Oktober 1911. gez. Luitpold, Prinz von Bayern, gez. Dr. von Brettreich.“ Im Jahr darauf wurde schließlich eine eigene Stadtpolizei gegründet.

### Weltkriege
Im Jahre 1925 wurden in Zirndorf inzwischen 60 Metallspiegel- und Metallwarenfabriken, 24 Kolonialwarenhandlungen, 28 Gaststätten, 20 Bäckereien, 16 Schuhmacher, 16 Viehhandlungen, 14 Schneidereien usw. gezählt. Deshalb trafen der Erste Weltkrieg und die Weltwirtschaftskrise von 1929 bis 1933 die exportorientierte Wirtschaft der jungen Stadt besonders hart. Die Gründung der gemeinnützigen Wohnungsbaugesellschaft Zirndorf erfolgte 1935 und die des Kneippbades im Jahre 1936.

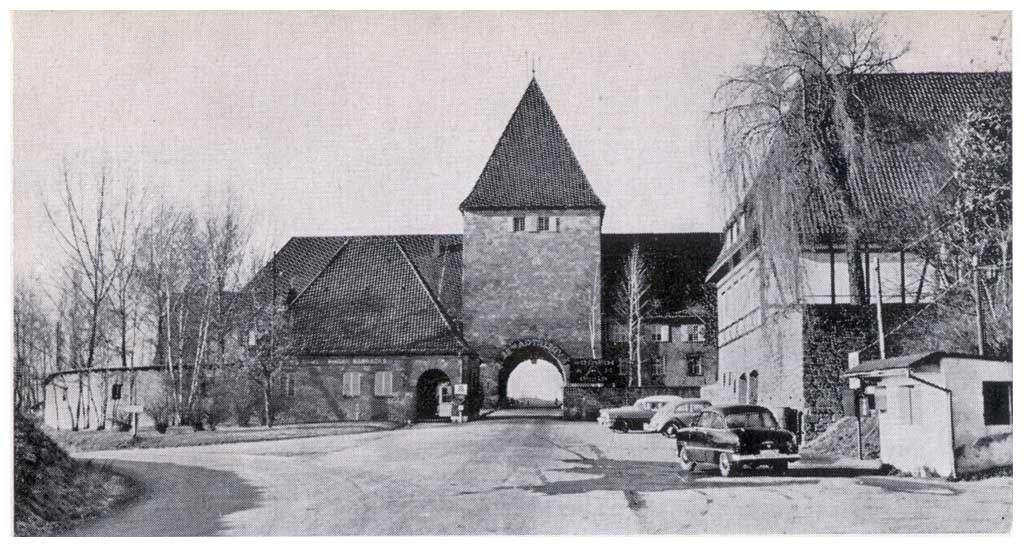
Die Zufahrt zu den Pinder Barracks in den 1950er Jahren

Der Neubau einer Luftwaffenkaserne der Wehrmacht erfolgte 1938 außerhalb von Zirndorf, welche nach der Besetzung durch die US Army im April 1945 zu Ehren von John J. Pinder junior in Pinder Barracks umbenannt wurde. Ebenfalls in den 1930er Jahren entstand am Hirtenacker eine Gendarmeriekaserne, welche nach dem Krieg in Adams Barracks umbenannt wurde.
Im April 1945 wurde das Wahrzeichen der Stadt, die Alte Veste, von der Wehrmacht gesprengt und dadurch völlig zerstört, da die wehrtechnischen Einrichtungen nicht der vorrückenden US Army in die Hände fallen sollten. Am 17. April erfolgte die Sprengung der Bibertbrücke; am 18. April 1945 um neun Uhr ließ der amtierende Bürgermeister Konrad Krönmeyer am Rathaus die weiße Fahne hissen und bewahrte damit Zirndorf vor einer Zerstörung durch amerikanische Truppen.
Weiterhin mussten 120 Anwesen für die Besatzungstruppen geräumt werden (u. a. die Jahnturnhalle und verschiedene Säle).

### Nachkriegszeit
Von der Stadtverwaltung wurden große Anstrengungen unternommen, um den vielen Kriegsvertriebenen (Ostsudeten, Schlesier und Egerländer) in Zirndorf eine neue Heimat zu geben. Die Einwohnerzahl stieg von 7852 (1939) auf 9881 (1946) an. In der ehemaligen Gendarmeriekaserne wurde 1955 die Zentrale Aufnahmeeinrichtung für Asylbewerber und später das Bundesamt für die Anerkennung ausländischer Flüchtlinge eröffnet. Im Jahr 1957 wurde mit dem Neubau einer ersten Fabrikationshalle der Metz-Werke an der Ohmstraße der Grundstein für die bis zum Ende des Jahrhunderts dann vollständig vollzogene Verlagerung des Elektrogeräteherstellers von Fürth nach Zirndorf gelegt.
Die alte katholische Kapelle wurde 1963 abgerissen, drei Jahre später der Neubau der katholischen Stadtpfarrkirche St. Josef geweiht. Die Stadtpolizei Zirndorf wurde 1969 der Landespolizei eingegliedert. Im gleichen Jahr wurde ein großes Schulhausbauprojekt verwirklicht. Die Eröffnung des Freibades und des Hallenbades fand 1965 statt; der Schulsportplatz wurde im Jahr 1971 fertiggestellt. In den Jahren 1976–1978 vergrößerte sich aufgrund der Gebietsreform das Zirndorfer Stadtgebiet von 8 auf 28 km² und die Einwohnerzahl von 13.661 auf 20.364. Das Wahrzeichen der Stadt, die Alte Veste, wurde am 17. September 1980 nach ihrem Wiederaufbau eingeweiht.
Der bisher teils offene, teils in einer Verrohrung durch Zirndorf fließende Banderbach bereitete der Zirndorfer Altstadt in der Vergangenheit oft alljährlich Hochwasserprobleme. Daher wurde im Jahr 1979 für 5,4 Millionen DM der Banderbach-Überleiter gebaut, um das Wasser des Banderbachs bereits vor Zirndorf unterirdisch in die Bibert abzuleiten. Die Zirndorfer Innenstadt ist seitdem praktisch hochwasserfrei.

### Gegenwart
Die Stadthalle Paul-Metz-Halle wurde am 5. Oktober 1984 nach dem Namen des Ehrenbürgers (Rundfunkgerätefabrikant) eingeweiht. 1988 wurde eine Städtepartnerschaft mit der französischen Stadt Bourganeuf im Limousin geschlossen. 1999 wurde die staatliche Realschule gebaut. Im folgenden Jahr, im Jahr 2000, fand die Einweihung des Playmobil FunParks statt.
Die ehemalige Pinder-Kaserne wurde 2004 abgerissen (der markante Turm mit Torbogen und das Wachgebäude der ehemaligen Kaserneneinfahrt bleiben als Denkmal erhalten). Auf deren Gelände entstand der Neubau des Landratsamtsgebäudes, weshalb die Behörde von Fürth nach Zirndorf umzog. In Fürth verbleibt eine Zweigstelle (u. a. das Gesundheitsamt). In diesem Zuge wurde Zirndorf zur Kreisstadt erhoben.
Im Jahr 2005 wurde Zirndorf Sitz eines evangelisch-lutherischen Dekanats.
Darüber hinaus gab es Gewerbeansiedlungen, den Neubau eines Altenpflegeheims, eines Einkaufszentrums und einer Wohnsiedlung mit ca. 500 Neubürgern. Dadurch entwickelte sich der neue Stadtteil „Pinderpark“. In den Jahren 2005 bis 2009 fand eine Neu- und Umgestaltung der Innenstadt statt. Am 27. September 2009 lehnten die Zirndorfer Bürger per Bürgerentscheid mit großer Mehrheit eine Verlängerung der Nürnberger U-Bahn nach Zirndorf ab.
Im Jahr 2012 feierte die Stadt Zirndorf das einhundertjährige Jubiläum der Stadterhebung durch den Prinzregenten Luitpold. Der Höhepunkt des Jubiläumsjahres war die Kirchweih ("Kärwa") vom 17. bis zum 21. August 2012 mit großem Jubiläumsprogramm. Das ganze Jahr 2012 fanden in Zirndorf zahlreiche Veranstaltungen wie Konzerte, Gottesdienste sowie mehrere Schützenwettbewerbe statt.

### Jüdische Gemeinde
Im Jahr 1551 wurde erstmals eine jüdische Gemeinde erwähnt. Diese errichtete zwischen 1683 und 1685 eine Synagoge. An die durch die NS-Gewaltherrschaft umgebrachten jüdischen Einwohner sowie die im Ersten Weltkrieg umgekommenen jüdischen Soldaten erinnert eine Gedenkinschrift an der Außenmauer des Gebäudes Kleinstraße 2.
Jakob Wassermann verfasste 1897 den Roman Die Juden von Zirndorf, eine Chronik aus dem 17. Jahrhundert über das Leben des Schabbtai Zvi mit einer anschließenden Beschreibung der jüdischen Gemeinde in der fränkischen Kleinstadt im 19. Jahrhundert.

### Eingemeindungen
Gebietsteile der Gemeinde Leichendorf wurden am 1. Januar 1976 im Rahmen der Gebietsreform in Bayern mit den Orten Anwanden, Lind, Leichendorf, Leichendorfermühle und Wintersdorf eingegliedert. Am 1. Mai 1978 folgte die Gemeinde Bronnamberg mit den Orten Banderbach, Bronnamberg und Weiherhof sowie Weinzierlein aus der Gemeinde Weinzierlein.

### Einwohnerentwicklung
Gemeinde Zirndorf
| Jahr      | 1818   | 1840   | 1852   | 1861   | 1867   | 1871   | 1875   | 1880   | 1885   | 1890   | 1895   | 1900   | 1905   | 1910   | 1919   | 1925   | 1933   | 1939   | 1946   | 1950   | 1961   | 1970   | 1987   | 1995   | 2007   | 2016   |
| Einwohner | 1.472  | 1.813  | 1.809  | 1.877  | 1.984  | 2.100  | 2.309  | 2.462  | 2.692  | 3.308  | 3.779  | 4.536  | 4.946  | 5.618  | 5.724  | 6.273  | 7.069  | 7.797  | 10.018 | 10.446 | 11.984 | 13.186 | 21.022 | 25.687 | 25.509 | 25.515 |
| Häuser    | 169    | 173    |        |        |        | 203    |        |        | 245    | 280    |        | 354    |        |        |        | 519    |        |        |        | 1049   | 1593   |        | 4.821  |        |        | 6.649  |
| Quelle    | [ 18 ] | [ 19 ] | [ 20 ] | [ 21 ] | [ 22 ] | [ 23 ] | [ 24 ] | [ 25 ] | [ 26 ] | [ 27 ] | [ 20 ] | [ 28 ] | [ 20 ] | [ 29 ] | [ 20 ] | [ 30 ] | [ 20 ] | [ 20 ] | [ 20 ] | [ 31 ] | [ 32 ] | [ 33 ] | [ 34 ] |        | [ 35 ] | [ 35 ] |

Ort Zirndorf
| Jahr      | 001818 | 001840 | 001861 | 001871 | 001885 | 001900 | 001925 | 001950 | 001961 | 001970 | 001987 | 002022 |
| Einwohner | 1.460  | 1.802  | 1.840  | 2.090  | 2.681  | 4.526  | 6.259  | 10.396 | 11.974 | 13.176 | 13.919 | 18.584 |
| Häuser    | 167    | 172    |        |        | 243    | 351    | 516    | 1.046  | 1.591  |        | 3.011  |        |
| Quelle    | [ 18 ] | [ 19 ] | [ 21 ] | [ 23 ] | [ 26 ] | [ 28 ] | [ 30 ] | [ 31 ] | [ 32 ] | [ 33 ] | [ 34 ] | [ 36 ] |

## Politik

### Stadtrat
Der Stadtrat besteht der Einwohnergröße nach aus 30 Sitzen, die im sechsjährigen Turnus neu bestimmt werden.
Bei der letzten Kommunalwahl am 15. März 2020 wurden folgende Ergebnisse erzielt:
CSU: 32,05 %, SPD: 27,84 %, Grüne: 18,05 %, Freie Wähler: 10,83 %, AfD: 6,27 %, Die Linken: 2,63 %, FDP: 2,34 %.
|      | CSU | SPD | Grüne | "Die Freien" * | Freie Wähler | Linke | AfD | FDP | Gesamt   |
| 2002 | 14  | 14  | 2     | 0              | 0            | 0     | 0   | 0   | 30 Sitze |
| 2008 | 12  | 12  | 3     | 3              | 0            | 0     | 0   | 0   | 30 Sitze |
| 2014 | 11  | 11  | 4     | 0              | 4            | 0     | 0   | 0   | 30 Sitze |
| 2020 | 10  | 8   | 5     | 0              | 3            | 1     | 2   | 1   | 30 Sitze |

### Bürgermeister
Die Amtszeit des Bürgermeisters stimmt seit 1994 nicht mehr mit der des Stadtrates überein, da im Jahr 1994 der amtierende Bürgermeister Virgilio Röschlein (SPD) sein Amt aufgrund des Erreichens der Altersgrenze niederlegte.
Diese Verschiebung der Wahlperioden erforderten bis zum Jahr 2020 jeweils getrennte Wahlen des Ersten Bürgermeisters und des Stadtrates. Um diesem Umstand abzuhelfen, wurde am 11. März 2012 der Erste Bürgermeister ausnahmsweise für acht anstatt wie üblich für sechs Jahre gewählt. Da der Zirndorfer Stadtrat im Jahr 2014 für sechs Jahre gewählt wurde, stimmen seit dem Jahr 2020 beide Wahlperioden wieder überein.
Seit 2006 stellt die SPD mit Thomas Zwingel den Ersten Bürgermeister. Zwingel hat dieses Amt in dritter Amtszeit inne, bei der Kommunalwahl am 11. März 2012 wurde er mit 57,07 % im Amt bestätigt. Auch bei der Kommunalwahl 2020 konnte sich Zwingel, in einer Stichwahl, gegenüber seinem Konkurrenten Klaski von der CSU mit 51,12 % durchsetzten.
Gemeindevorsteher:
- 1854–1857: Karl Vogler
- 1857–1869: Georg Leonhard Däumler

Bürgermeister:
- 1870–1887: Johann Georg Hoffmann
- 1888–1907: Johann Georg Maier
- 1907–1909: Kommerzienrat Georg Zimmermann
- 1909–1918: Bernhard Bammessel
- 1919–1924: Wilhelm Stettner (parteilos)
- 1925–1933: Hanns Beer
- 1933–1945: Julius Eichner (NSDAP)
- 1945–1949: Michael Emmerling (SPD)
- 1949–1961: Leonhard Förtsch (SPD)
- 1962–1994: Virgilio Röschlein (SPD)
- 1994–2006: Gert Kohl (SPD)
- seit 2006: Thomas Zwingel (SPD)

### Wappen und Flagge
Wappen
| Wappen von Zirndorf | Blasonierung: „Ein silberner Schild, in welchem auf grünem Boden ein von einer roten Zinnenmauer flankierter, roter Turm mit offenem Tor und mit Fenstern erscheint. Das Spitzdach des Turmes ist mit einer goldenen Wetterfahne besteckt.“ |
| Wappen von Zirndorf | Wappenbegründung: Der Torturm stellt die Schönburg, die Alte Veste, dar, welche die Burggrafen von Nürnberg 1306 zusammen mit dem Ort erwarben. Anlässlich eines Jubiläums sollte dem regierenden Landesoberhaupt Prinzregent Luitpold von Bayern ein Geschenk mit der Einprägung aller Wappen der damaligen bayerischen Städte überreicht werden. Da Zirndorf im Folgejahr 1912 zur Stadt erhoben werden sollte, bis dahin aber kein Wappen oder andere Siegelsymbole führte, wurde bezugnehmend auf die Alte Veste das Wappen durch Prinzregent Luitpold mit Signat vom 30. Januar 1911 verliehen. |

Flagge
Die Gemeindeflagge ist weiß-rot-grün.

### Städtepartnerschaften
- Koppl (Österreich), seit 1970
- Bourganeuf (Frankreich), seit 1988
- Meuselwitzer Ortsteil Wintersdorf (Deutschland), seit 1990

### Patenschaft
- 1966 hat die Stadt Zirndorf für die ehemaligen Bewohner der Kirchengemeinde der Stadt Lichtenstadt im Egerland eine Patenschaft übernommen.

## Kultur und Sehenswürdigkeiten
Zirndorf ist Mitglied der Deutschen Spielzeugstraße.

### Brauchtum
Jeweils am dritten Wochenende im Monat August wird in Zirndorf Kärwa gefeiert. Eine typische fränkische Mittelstadtkärwa mit Baumaufstellen, großen Festumzug, Schaustellerbuden (Schießständen, Süßigkeiten- und Grillfleischverkauf usw.), Fahrgeschäften (Kinderkarussell, Autoscooter, Ponyreiten usw.). Das Festgelände reicht vom Marktplatz über die Ölstraße und Platz der deutschen Einheit bis zum Schulsportplatz, auf welchem sich das Großfestzelt befindet. Die Kärwa dauert traditionsgemäß von Kärwafreitag bis Kärwadienstag mit nächtlichem großen Abschlussfeuerwerk.

### Städtisches Museum Zirndorf
Thematischer Schwerpunkt im Erdgeschoss des Museums bildet die Geschichte und Entwicklung der Zirndorfer Spielzeugindustrie. Das Obergeschoss des Museums ist der Geschichte Zirndorfs während des Dreißigjährigen Krieges gewidmet. Im Dachsaal des Museums finden regelmäßig Sonderausstellungen zu kulturhistorischen Themen statt. Ein vielfältiges Führungsangebot für Erwachsene und Kinder vertieft auf interessante Weise die Einblicke in die beiden Sammlungsbereiche und Sonderausstellungen.

### Musik
In Zirndorf leisten zwei Musikvereine, die „Stadtkapelle Zirndorf“ und die „Stadtjugendkapelle Zirndorf“, einen wertvollen Beitrag zum kulturellen Leben und der Ausbildung junger Musiker. Gegründet wurde die Stadtkapelle Zirndorf und die Stadtjugendkapelle Zirndorf von Herrn Leopold Jubl in den Jahren 1955 und 1968.

### Sport
Angebotene Sportarten in Zirndorf sind unter anderem:
- Aikido
- Badminton (u. a. deutsche Meisterschaften)
- Billard
- Fußball
- Handball (HG Zirndorf 2000 Bayernliga Damen (Bayrischer Meister 15/16 Aufstieg in die 3. Liga und 2015 Molten Cup Sieger (BHV))/Bezirksoberliga Herren; TSV 1861 Zirndorf, Gründungsmitglied der Handball-Bundesliga)
- Karnevalistischer Tanzsport (ASV Zirndorf/Cyrenesia)
- Leichtathletik (TSV Zirndorf-Leichtathletik)
- Ringen
- Schwimmen
- Sportschießen (KPSG Zirndorf und ASG Zirndorf)
- Tennis
- Tischtennis
- Volleyball (Regionalliga Herren)

### Bauwerke
Der Kern des Ortes ist reich an historischer Bausubstanz: Neben dem Kirchenhof mit Kirche, Pfarr- und Kantorenhaus sind vor allen Dingen die Brauerei und die Fachwerkhäuser des 17. sowie die giebelständigen Steinhäuser des 18. Jahrhunderts zu nennen.
Die in ihrer Substanz mittelalterliche Pfarrkirche St. Rochus (ursprünglich St. Clemens) wurde im frühen 18. Jahrhundert zu einem protestantischen Kirchenraum umgestaltet. Der in seiner Substanz und in seinen Formen spätgotische vierseitige Westturm entwickelt sich markant in die Höhe. Die Fensterlaibungen des barocken Langhauses sind mit Hilfe von bemaltem Schmuck architektonisch gegliedert (Fassadenmalerei). Das angenehme Innere der Kirche wird von einer umlaufenden Emporenanlage mit vielen Bildern an den Brüstungen bestimmt.
Das Alte Schlösschen (Rote Straße 3) ist ein traufseitiges Fachwerkhaus mit massivem Untergeschoss und Zwerchhaus; es wurde 1674 errichtet.
Die Alte Veste liegt nördlich im Zirndorfer Stadtwald auf dem Rosenberg. Im Dreißigjährigen Krieg spielten die Befestigungsanlagen bei der Schlacht an der Alten Veste eine bedeutende Rolle. Von dem 1980 errichteten Aussichtsturm hat man eine gute Sicht auf Zirndorf, Nürnberg, Fürth und weitere Orte in Mittelfranken.

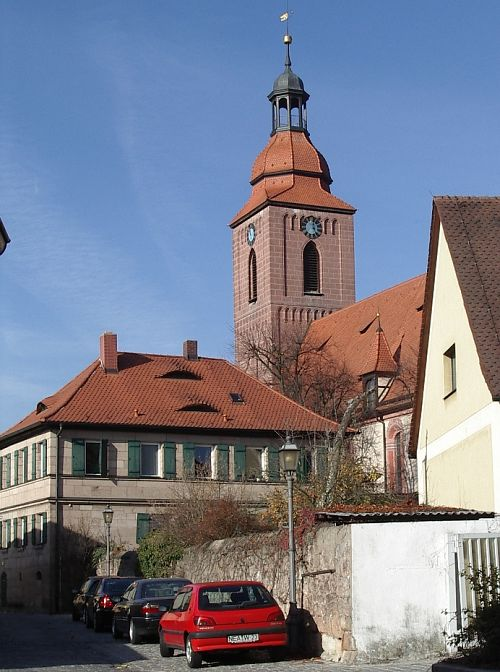
Kirche von SO
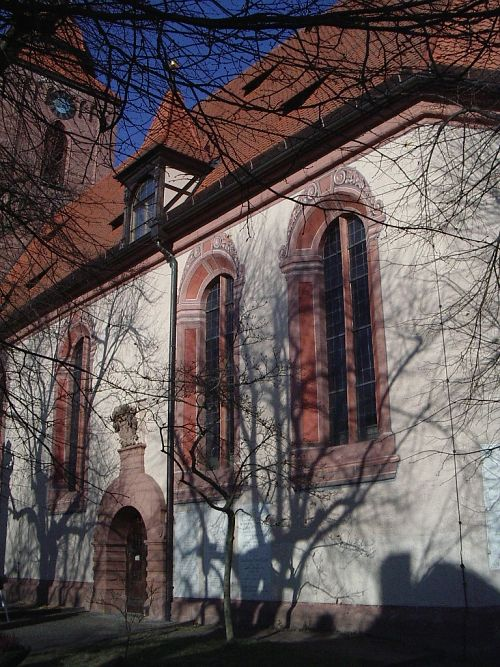
Langhaus von SO; Fensterlaibungen mit gemaltem Architekturschmuck
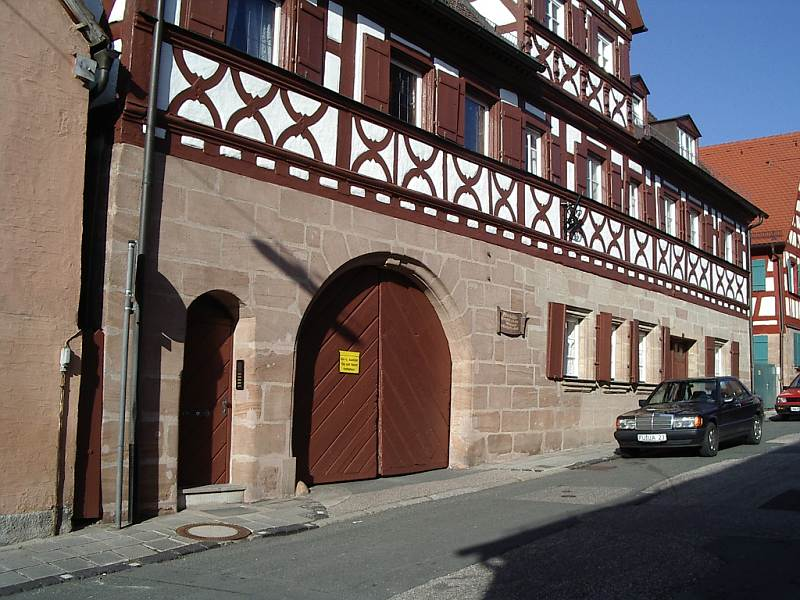
Altes Schlösschen von SO
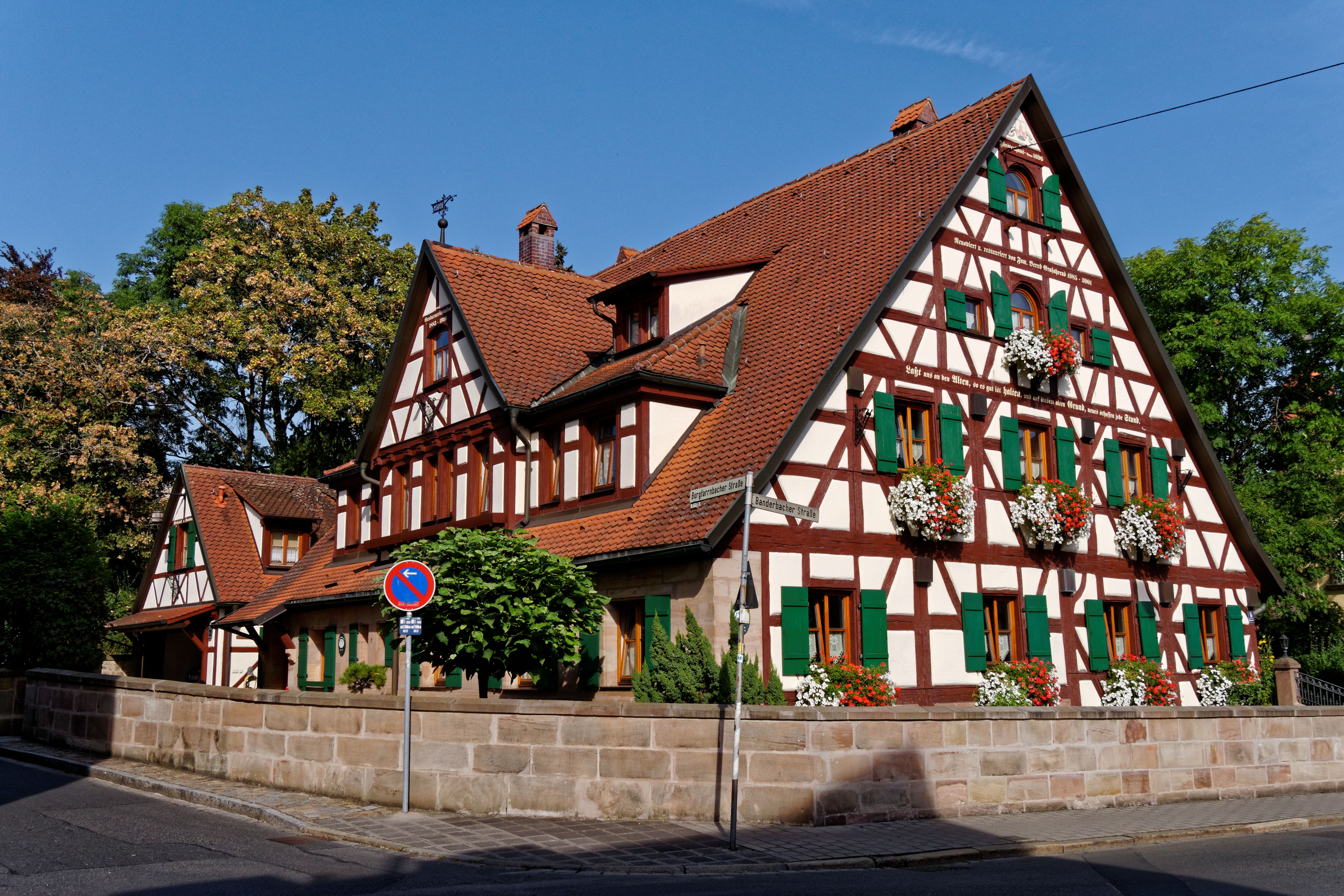
Fürstenhaus

### Naturdenkmal
Beim Gemeindeteil Banderbach gibt es die so genannte „Banderbacher Verwerfung“, eine Grabenverwerfung, welche in Geologenkreisen auf der ganzen Welt bekannt ist.

## Verkehr

### ÖPNV
Es gibt mehrere Buslinien und 2 Eisenbahnanschlüsse (früher 3 Anschlüsse).

### Straßenverkehr
Im Nordwesten wird die Stadt von der Bundesstraße 8 tangiert. Zum Kraftfahrstraßen- bzw. Autobahnnetz bestehen Verbindungen über die Anschlussstellen Nürnberg-Kleinreuth bzw. Fürth-Zirndorf auf die Südwesttangente. Die Staatsstraße 2245 verläuft östlich nach Altenberg bzw. westlich an Leichendorf vorbei nach Wintersdorf. Die Staatsstraße 2242 verläuft nordöstlich nach Dambach bzw. südlich nach Altenberg zur St 2245. Die Kreisstraße FÜ 19 verläuft nordwestlich nach Banderbach bzw. südlich nach Leichendorf zur St 2245. Eine Gemeindeverbindungsstraße führt nordwestlich nach Weiherhof.

### Eisenbahn
Zirndorf gehört dem Verkehrsverbund Großraum Nürnberg (VGN) an. Das nördliche Stadtgebiet wird von der sogenannten Rangaubahn in Nordost-West Richtung durchquert. Innerhalb Zirndorfs befinden sich die drei Haltepunkte Zirndorf, Kneippallee und Weiherhof. Die Strecke wird von der Regionalbahnlinie RB 11 (Fürth Hauptbahnhof–Zirndorf–Cadolzburg) im 30-Minuten-Takt bedient. Es gab Planungen, die Rangaubahn zu elektrifizieren und auszubauen; diese werden momentan nicht weiter verfolgt.
Im Zirndorfer Stadtteil Anwanden liegt der gleichnamige Haltepunkt an der Bahnstrecke Nürnberg–Crailsheim. Die Strecke wird von der S-Bahnlinie S4 im 20/40-Minuten-Takt bedient.
Bis zum 25. September 1986 verkehrte im Süden Zirndorfs, weitgehend parallel zur Rothenburger Straße, die Bibertbahn. Der Bahnhof Zirndorf-Altenberg befand sich an der Stadtgrenze im Oberasbacher Stadtteil Altenberg an der Zirndorfer Straße. Heute ist sie stillgelegt, es wird aber oft über eine Reaktivierung gesprochen, die durch die Verkehrswende immer wahrscheinlicher wird. Wie dies aber umgesetzt werden soll, ist noch ungewiss (Straßenbahn, Regionalbahn etc.)

### Nahverkehr
Zirndorf ist in das Tarifgebiet des Verkehrsverbund Großraum Nürnberg integriert und mit zahlreichen Omnibuslinien gut erschlossen. Die Stadtbuslinien 70 und 72 der VAG stellen eine direkte Verbindung zum U-Bahnhof Gustav-Adolf-Straße in Nürnberg her. Nach Fürth gelangt man neben der Rangaubahn (Hbf nicht barrierefrei) mit der Omnibuslinie 112 – mit dieser barrierefrei, sowie von Zirndorf-Weiherhof mit dem Stadtbus 178 (ebenfalls barrierefrei). Zusätzlich betreibt die DRB (DB Regio Bus Bayern GmbH) im Auftrag des Landkreises Fürth in Zirndorf, Oberasbach und Stein ein Stadtbusnetz mit den vier Linien 150, 151, 154 und 155, die die meisten Stadtteile mit der Regional- und S-Bahn verknüpfen. Die private Regionalbuslinie 152 hat nur eine untergeordnete Bedeutung mit einigen wenigen Fahrten am Tag. [Stand Jan. 2021]
Es ist für die ferne Zukunft geplant, die künftige Nürnberger U-Bahn-Linie U3 mit einem Abzweig bis zum Zirndorfer Bahnhof zu verlängern. Da die Strecke bis Nürnberg-Gebersdorf jedoch erst noch gebaut werden muss und auch die Finanzierung weitgehend ungeklärt ist, dürfte eine Realisierung in absehbarer Zeit kaum erfolgen. Des Weiteren lehnten die Zirndorfer Bürger am 27. September 2009 per Bürgerentscheid mit großer Mehrheit eine Verlängerung der U-Bahn Nürnberg nach Zirndorf ab.

## Wirtschaft und Öffentliche Einrichtungen

### Beschäftigungsstruktur
In der Stadt arbeiten 2003 5697 sozialversicherungspflichtige Beschäftigte. Davon entfallen auf die Landwirtschaft 20 Beschäftigte, im produzierenden Gewerbe sind 2644 Personen beschäftigt, im Bereich Handel, Gastgewerbe und Verkehr weitere 986 Personen und schließlich im Bereich der sonstigen Dienstleistungen 2046. Weitere 3071 Zirndorfer pendeln zu ihren Arbeitsorten. Damit haben insgesamt 8768 Einwohner Zirndorfs eine sozialversicherungspflichtige Beschäftigung.

### Ansässige Unternehmen
Die Stadt ist bekannt durch die Spielzeugindustrie. Bereits 1840 wurde Kinderspielzeug hergestellt. So entstand durch die seit 1880 bestehende Firma Lorenz Bolz in Zirndorf im Jahr 1913 der Brummkreisel.
Heute ist die Stadt z. B. Hauptsitz der Firma geobra Brandstätter, international bekannt durch die Produkte der Marke Playmobil. Seit dem Jahr 2000 betreibt die Firma den Freizeitpark Playmobil FunPark.
Zu den international bekannten ortsansässigen Unternehmen gehören auch die Metz-Werke GmbH & Co. KG, die Fernsehgeräte in LCD-, LED- und 100 Hertz Technologie herstellen. Darüber hinaus produziert und exportiert das Unternehmen eine Vielzahl von Blitzgeräten für Fotoapparate.

### Öffentliche Einrichtungen
- Polizeiinspektion und eine Polizeistation der bayerischen Polizei

#### Landratsamt Fürth
Seit 2003 ist Zirndorf auch Hauptsitz der Verwaltung des Landkreises Fürth, welche am Rande der neu entstehenden Siedlung Pinderpark (vormals Pinder Barracks) ein neugebautes Landratsamt bezogen hat. Bis dato war die Landkreisverwaltung in der benachbarten kreisfreien Stadt Fürth am Stresemannplatz untergebracht. Dort befindet sich auch heute noch ein Dienstsitz mit Teilen der Verwaltung.

#### Bundesamt für Migration und Flüchtlinge

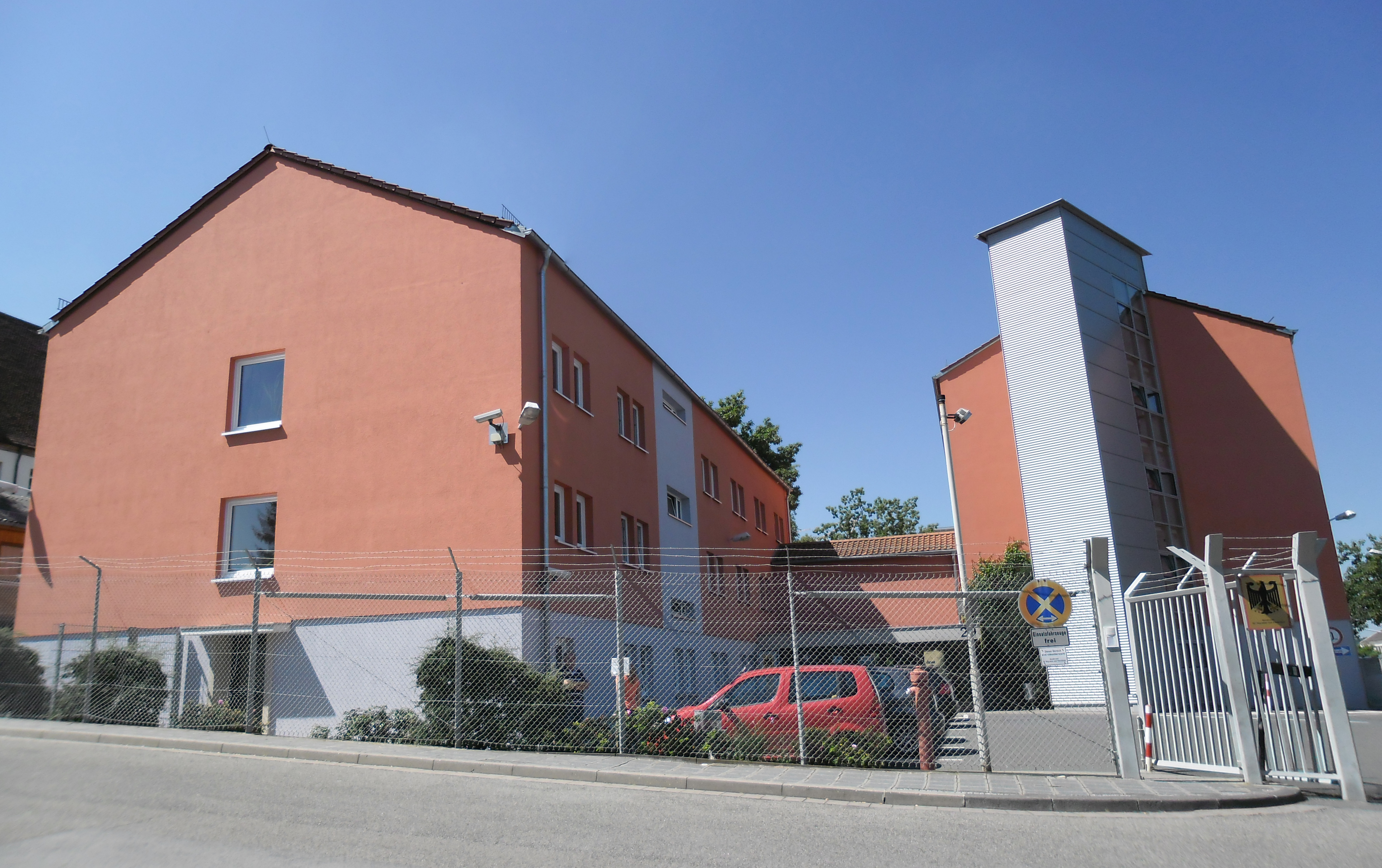
Außenstelle des Bundesamtes für Migration und Flüchtlinge (BAMF) in der Rothenburger Straße 29 an der St 2245

Zirndorf war Sitz des Bundesamtes für die Anerkennung ausländischer Flüchtlinge. Die Behörde wurde 1955 gegründet; als Behördensitz wurde die ehemalige Zirndorfer Gendarmeriekaserne gewählt. 1993 verlegte die Zentrale ihren Sitz ins benachbarte Nürnberg, 1996 folgte das gesamte Amt. Im Januar 2005 erfolgte eine Namensänderung der Behörde in Bundesamt für Migration und Flüchtlinge. Eine Außenstelle blieb am Standort.

#### Zusammensetzung der Stasiakten
Organisatorisch dem Bundesamt zugehörig, aber mit abweichendem Tätigkeitsfeld, werden durch eine in Zirndorf ansässige Projektgruppe seit 1995 die annähernd 15.500 Schnipselsäcke der sogenannten Stasiakten von Hand wieder zusammengesetzt. Bis August 2009 konnten sich die acht Mitarbeiter so durch mehr als 400 Säcke hindurcharbeiten und knapp 900.000 Blatt wieder zusammensetzen. Unterstützt wird die Projektgruppe seit einigen Jahren bei ihrer Wiederherstellungsarbeit von einer automatisierten virtuellen Rekonstruktion zerrissener Unterlagen in Berlin.
So spezialisieren sich die Zirndorfer Mitarbeiter nunmehr auf vergleichsweise große Schnipsel, während die Computerarbeit die kleinen und schwierigen Fälle übernimmt. Eine Konkurrenz wird dies aber nicht sein, da bei bisherigem Tempo die Puzzlearbeit wohl noch über hundert Jahre andauern wird.

#### Zentrale Aufnahmeeinrichtung für Asylbewerber

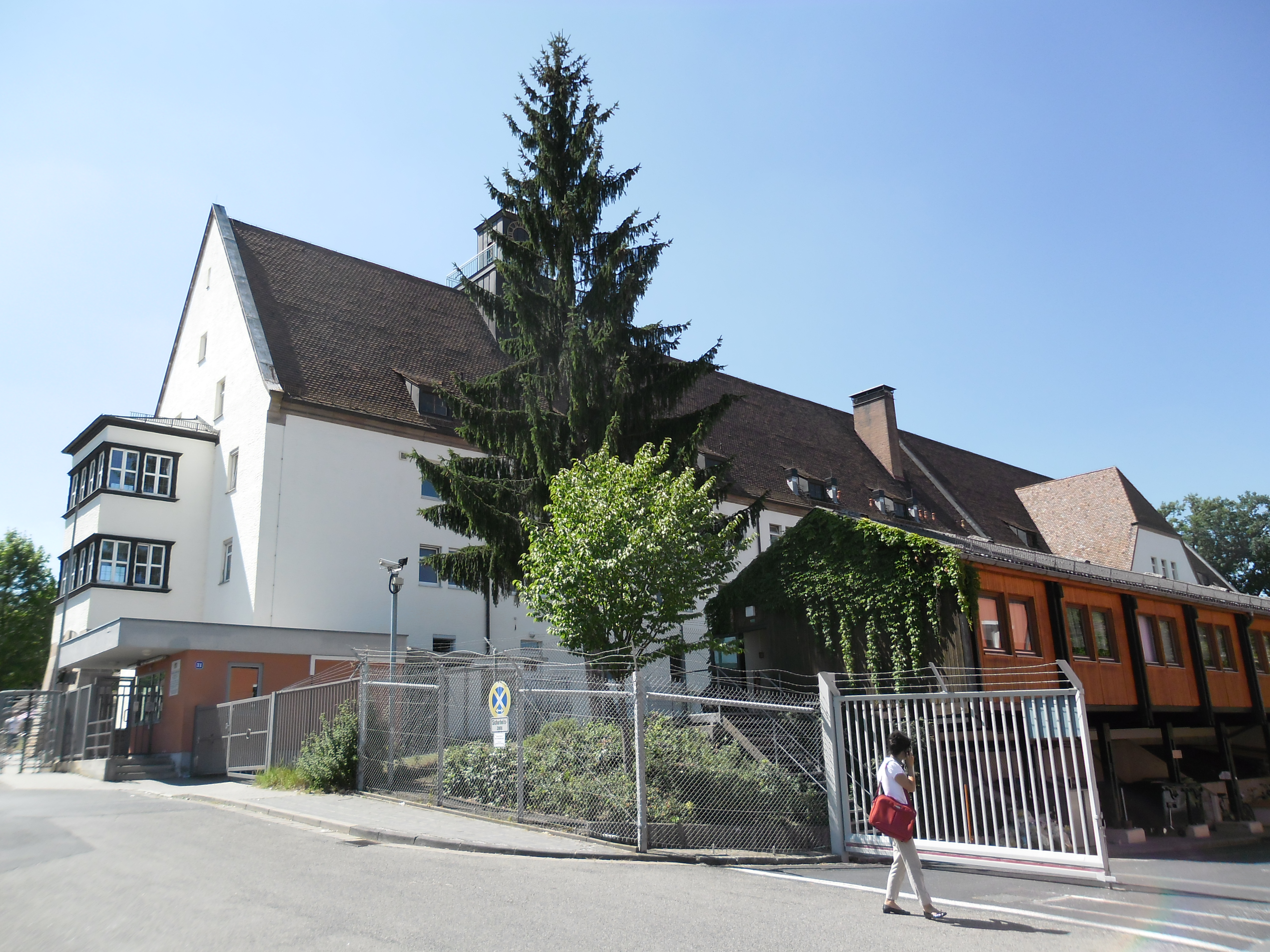
Gebäude Rothenburger Straße 31 mit Pforte der Zentralen Aufnahmeeinrichtung für Asylbewerber (ZAE)

In Zirndorf befindet sich seit 1955 in einer ehemaligen Kaserne, den Adams Barracks, die Zentrale Aufnahmeeinrichtung für Asylbewerber (ZAE), eine von zwei Erstaufnahmeeinrichtungen in Bayern. Das Übergangswohnheim für Flüchtlinge hat zurzeit (2013) eine reguläre Beherbergungskapazität von 650 Plätzen. Hierher kommen Ausländer, die als Asylbewerber nach Bayern gelangen, bevor sie dann nach einigen Monaten auf verschiedene Asylbewerbereinrichtungen (Gemeinschaftsunterkünfte) in ganz Bayern verteilt werden.
Die für 650 Asylbewerber ausgelegte Einrichtung war 2014 mit 1100 und 2015 mit 1600 Asylbewerbern belegt.
In der Stadt Zirndorf erlangte die örtliche Asylunterkunft internationale Aufmerksamkeit, als im Jahr 1999 ein irakischer Asylbewerber namens Rafed Aljanabi dem Deutschen Bundesnachrichtendienst nachgewiesene Lügen über Massenvernichtungswaffen im Irak erzählte. Die USA nutzten diese ungeprüften Aussagen als Vorwand, um den Irakkrieg zu rechtfertigen. Dieser Vorfall trug zur Bekanntheit der Unterkunft bei und hatte weitreichende geopolitische Auswirkungen.

## Schulen
- Grundschule I
- Grundschule II
- Mittelschule Zirndorf
- Staatliche Realschule Zirndorf
- Volkshochschule Zirndorf
- Volksschule Zirndorf-Wintersdorf

## Persönlichkeiten

### Ehrenbürger
- Horst Brandstätter (1933–2015), deutscher Unternehmer der Marke Playmobil
- Paul Metz (1911–1993), deutscher Unternehmer (Metz-Werke), Herstellung von Foto- und Unterhaltungselektronik

### In Zirndorf geborene Personen
- Karl Grillenberger (1848–1897), erster sozialdemokratischer Abgeordnete aus Bayern im Deutschen Reichstag
- Gerhard Ittner (* 1958), Aktivist der deutschen Neonaziszene
- Helmut Jahn (1940–2021), international renommierter Architekt
- Peter Sadlo (1962–2016), Schlagzeuger, Solist der Münchener Philharmoniker
- Ernst Unbehauen (1899–1980), Maler und Volksschullehrer, wirkte vor allem in Rothenburg ob der Tauber

### Persönlichkeiten, die in Zirndorf gewirkt haben
- Gabriele Pauli (* 1957), ehemalige Landrätin des Landkreises Fürth

### Persönlichkeiten, die in Zirndorf leben oder lebten
- Petra Fröhlich (* 1974), Journalistin
- Walter Mayer (1926–2015), Physiker, Fernsehpionier
- Sylke Otto (* 1969), deutsche Rennrodlerin, Olympiasiegerin, seit 2008 Mitglied des Zirndorfer Stadtrats

## Sonstiges
Der Gemeindeteil Weinzierlein ist Standort einer der fiktiven „Schafkopf-Akademien“, siehe auch Schafkopf-Sprache.
Auf dem Wolfgangshof bei Anwanden findet seit 2002 jährlich die Grüne Lust statt, ein dreitägiger Markt für grüne Produkte und Ideen.
Zirndorf ist auch für sein Bier in Franken und wohl auch ein Stück darüber hinaus wohlbekannt, auch wenn die Zirndorfer Brauerei von Tucher aufgekauft wurde.